# Technics SL-1200

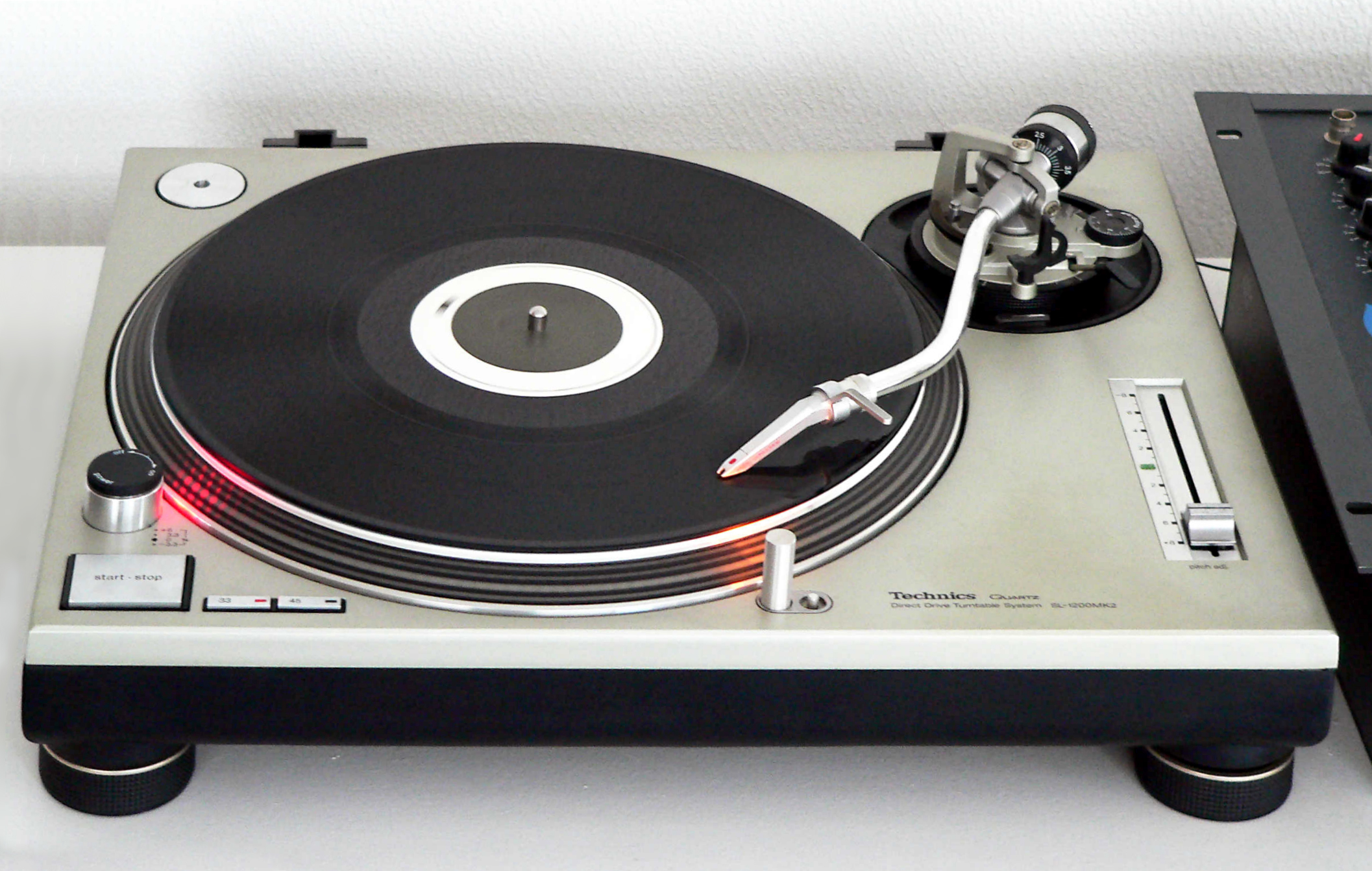
Technics SL-1200MK2

I Technics SL-1200 costituiscono una serie di giradischi fabbricati dall'ottobre del 1972 al 2010 e dal 2016 dal gruppo Matsushita (diventato nel 2010 Panasonic Corporation) sotto il marchio Technics. Originariamente lanciato come giradischi di alta fedeltà per il mercato audiofilo, venne ben presto adottato dai disc jockey di radio e discoteche. Già dalla sua uscita sul mercato, l'SL-1200 ed in seguito i suoi successori divennero "i" giradischi per eccellenza per il DJing e lo scratch. La successiva edizione, uscita nel 1979 e denominata MK2, introdusse notevoli novità, in particolar modo al motore, all'elettronica in generale e al sistema di isolamento dalle vibrazioni esterne, alla meccanica del braccio nonché al pitch e esteticamente al design in generale. Dal 1972 ne sono state vendute più di tre milioni di unità; sono considerati tra i giradischi più duraturi ed affidabili mai prodotti: molti modelli prodotti negli anni settanta vengono ancora utilizzati. I rapper sono soliti chiamarli "1200" o "Technics".

## SL-1200MK2 e SL-1210MK2 (1979)
Rilasciato nell'estate del 1979, è disponibile nella colorazione argento e nero opaco (solo inizialmente). Technics ha migliorato il motore e la resistenza agli urti e ha cambiato il controllo del pitch. Successivamente è diventato il modello base della gamma e la cui produzione è continuata fino al 2010, chiusura del marchio Technics. La versione per il mercato internazionale del SL-1200MK2 include uno switch per il voltaggio sotto il piatto. L'altro modello è caratterizzato da una rifinitura nera satinata ma con le stesse funzione del SL-1200MK2, anche se i circuiti interni sono stati rivisti per usare una minore diversità di condensatori e resistori.

## SL-1200MK5 e SL-1210M5G (2004)
Il 1º novembre 2004 vengono lanciati sul mercato l'SL-1200MK5 e l'SL-1210M5G. Il primo introduce alcune migliorie, come l'antiskating, che passa da 0 ~ 3 grammi-forza (0 ~ 30 mN) a 0 ~ 6 grammi-forza (0 ~ 60 mN) o come il LED al posto della vecchia lampada traccia-bordo; il secondo è invece una versione speciale creata appositamente per celebrare i 35 anni dell'SL-1200.
Si differenzia dal primo per la possibilità di cambiare il pitch da ±8% a ±16%,insieme al fatto che la lettura del pitch avviene in digitale; figura anche dei LED di colore blu per il bordo-traccia e per l'indicatore del valore del pitch, braccio verniciato grigio titanio con aggiunta di contrappeso supplementare.
Con questa occasione è stato pubblicato un libro specifico edito dalla Technics con tiratura per tutto il mondo di 1000 copie.

## SL-1200MK6 (2009)
In occasione del 40º anno di produzione è stata fatta una nuova versione celebrativa.
Molto simile alla serie MK5, si differenzia solo per le seguenti caratteristiche:
- Nuova verniciatura black o silver
- Luce retrattile colore blu (LED)
- Pitch control ±8% con precisione maggiore

## Altri modelli ante 2009
Appartenenti alla famiglia degli SL-1200 ci sono anche:
- Il SL-1200 è il primo modello a trazione diretta controllato elettronicamente FG-servo con regolatori velocità separati 33 e 45 giri con range del 10 % +/- 5%; apre l'era dei giradischi professionali da discoteca della serie 1200.
- Il SL-1200MK2PK, dove "PK" sta per "piano black", è una versione "lucida" del 1200MK2 disponibile esclusivamente negli Stati Uniti.
- Il SL-1200MK3, color antracite come il 1210, è dotato di connettori RCA placcati oro così come lo è l'etichetta sul retro. Uscì nel 1989 ed era destinato esclusivamente al mercato asiatico.
- Il SL-1200MK4 uscì fine anni 80, solo per il mercato giapponese. È stato un modello più dedicato al mercato audiofilo specializzato che a quello dei DJ. Figurava un terzo pulsante per i dischi a 78 giri e, a differenza di tutti gli altri modelli, consentiva di staccare i cavi RCA. È stato anche l'ultimo a possedere il "click" nel mezzo del pitch fader.
- Il SL-1200LTD (1998) ed il SL-1210GLD (2004) rappresentano le edizioni limitate a 5000 pezzi per la serie LTD e 3000 pezzi per la serie GLD per tutto il mondo, intarsiate in oro; il primo si basa sul 1200 MK2 con aggiunta del pulsante reset anche se rimane il "click" centrale dello zero pitch, il secondo sul M5G.
- Il SL-1200M3D è dotato di un pulsante per resettare il pitch a zero immediatamente senza "click" centrale. Uscì nel 2000, anche in versione 1210.

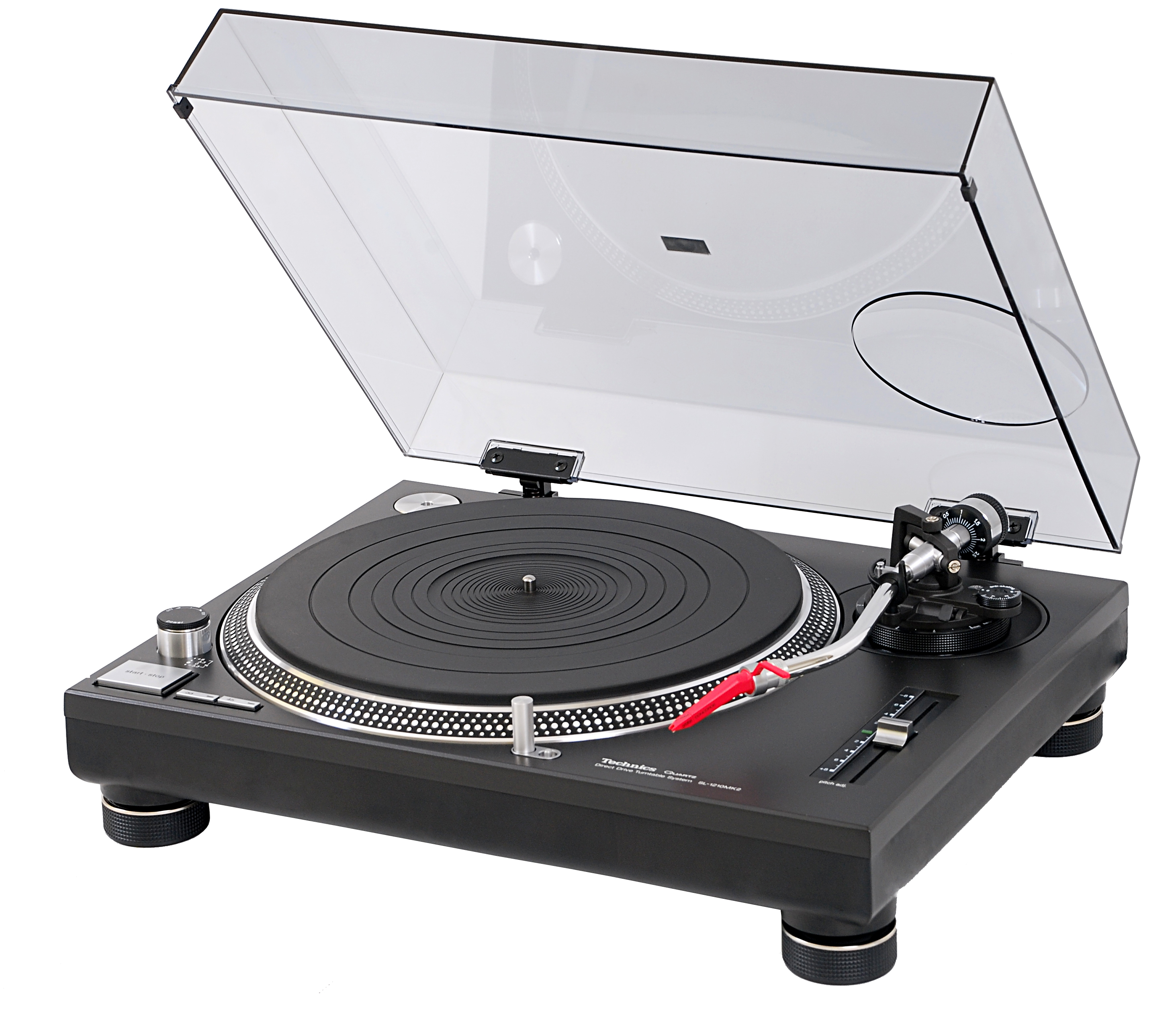
Technics SL-1210MK2

Dei modelli 1200 esiste la variante 1210 che si riferisce a giradischi identici in tutto e per tutto ai 1200 eccetto che per il colore: anziché argento, il 1210 è color antracite opaco.
Fa eccezione l'SL-1210M5G, prodotto esclusivamente in color antracite lucido.
Un prototipo mai andato in produzione fu il giradischi SL-700 dedicato solo ed esclusivamente ai vinili 45 giri 7".

## Fine della produzione
Ad ottobre 2010 Panasonic, detentore del marchio Technics, annuncia la fine della produzione di giradischi analogici.

## Il ritorno (2016) - serie: G / GAE / GR
Durante l'IFA 2014, una fiera annuale tenuta nei primi giorni di settembre nella quale le aziende presentano le loro novità produttive, Panasonic ha annunciato il restyling del marchio Technics, con la rimessa in produzione di molti apparecchi audio Hi-Fi, tra cui un nuovo giradischi identico al Technics SP-10 del 1982.
Due anni dopo, in occasione del Bristol Show 2016, Panasonic ha presentato un nuovo modello di giradischi, il Technics SL-1200G, esteticamente simile ai precedenti modelli, ma basato su un progetto completamente nuovo, riprendendo la produzione di giradischi analogici dopo 6 anni. Il nuovo modello è progettato per avere prestazioni superiori rispetto a tutti gli altri della famiglia; dato l'elevato costo (circa 3500 euro) attribuito dalla casa all'intera riprogettazione, ne viene preannunciata una variante ad una cifra più abbordabile.

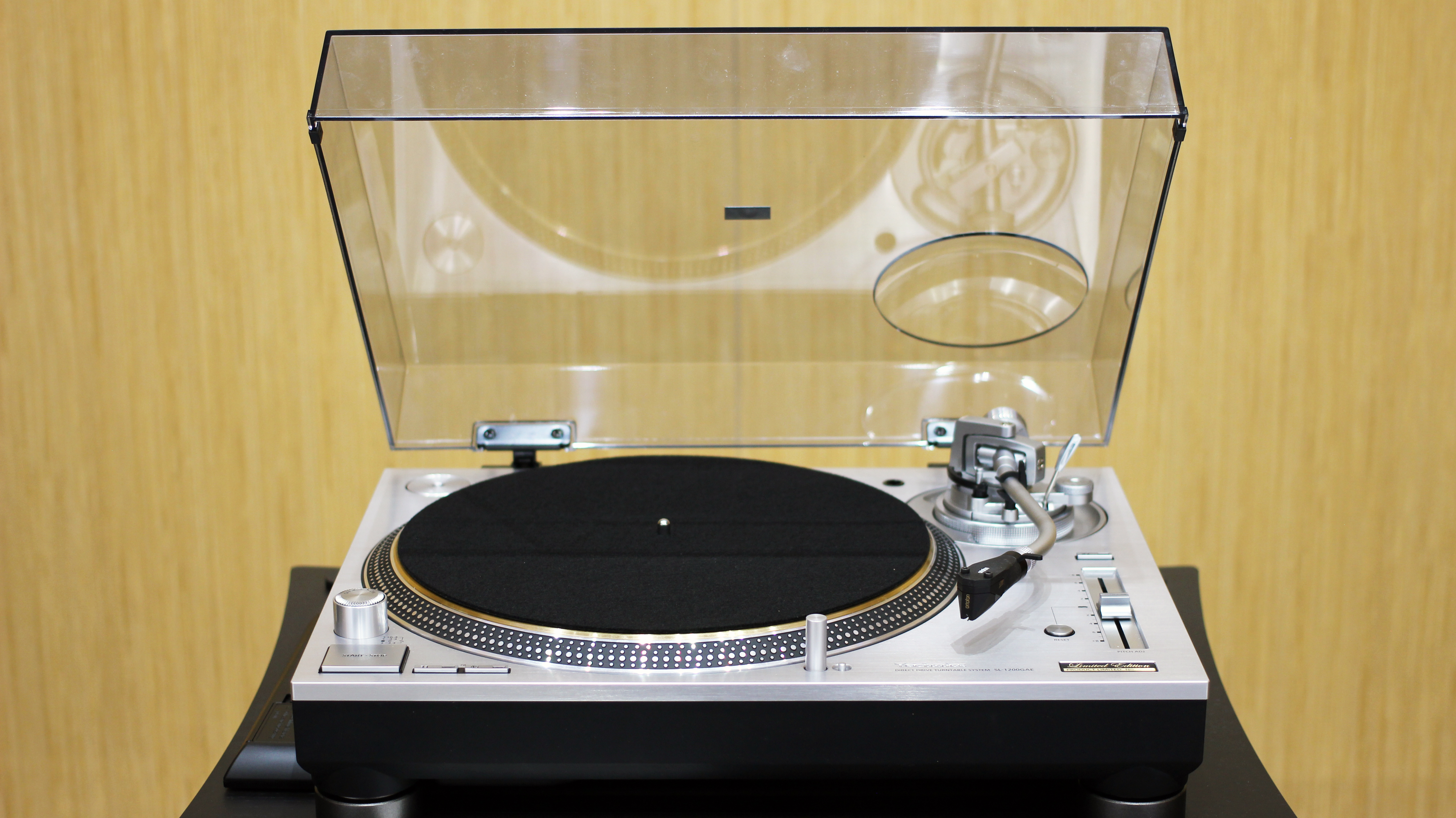
Technics SL-1200GAE

L'uscita del SL-1200G è preceduta di alcuni mesi dal modello SL-1200GAE, un'edizione limitata (in occasione del cinquantesimo anniversario del marchio) prodotta in sole 1200 unità e che differisce dal 1200G solamente per alcune rifiniture e per la targhetta applicata sulla scocca accanto al logo Technics, riportante il numero seriale.
Il prezzo ufficiale risulta poco differente da quello del modello 1200G, ma i pochissimi esemplari prodotti vengono immediatamente esauriti.
Ad aprile 2017 l'atteso modello più economico, denominato 1200GR, viene ufficialmente immesso sul mercato. È dotato delle stesse caratteristiche progettuali principali del modello 1200G; tuttavia alcune differenze ne permettono la vendita ad un prezzo inferiore. Ne sono esempio il motore non a doppio ma a singolo rotore e il braccetto in alluminio e non in lega di magnesio.
Nel 2023 viene annunciato il modello aggiornato della serie GR, il Technics 1200/1210 GR2.
Rispetto al modello GR presenta sostanziali modifiche al motore finalizzate a una radicale riduzione di vibrazioni causate da determinate frequenze, evitando che queste ultime interferiscano con il sistema braccio - testina e quindi con la riproduzione stessa del disco.
È stata inoltre ulteriormente migliorata la precisione di rotazione nonché sostituito il sistema di alimentazione con un modello più silenzioso ed efficiente.
Esteticamente presenta alcune differenze cromatiche e di finitura rispetto al predecessore.
È disponibile nel mercato italiano da ottobre 2023. 

## SL-1200MK7 (2019) e Successivi
La Panasonic il 7 gennaio 2019 al CES di Las Vegas ha annunciato l'uscita del nuovo modello MK7.
Motore, piatto e chassis sono derivati dalla versione GR del 2017, ma il look è "total black": per la prima volta anche il braccio è in nero opaco, così come tutto il resto del giradischi. 
Oltre a questo le principali caratteristiche sono:
- Pitch control con possibilità di raddoppiare il range di intervento (portandolo così a ±16%)
- Luce retrattile con LED ottimizzata e ad alta efficienza
- Regolazione di coppia di avvio e forza di arresto del piatto
- Possibilità di rotazione contraria (reverse) del piatto
- Velocità di rotazione a 78 rpm
- Illuminazione dello stroboscopio selezionabile in rosso o blu

La commercializzazione in Italia del nuovo modello è prevista per giugno 2019.
Nel 2020 è stata presentata la serie SL1210 GAE ( black) limitata inizialmente a 700 esemplari per poi essere estesa a 1210 pezzi per la grande richiesta.
Nel settembre 2020, per celebrare la collaborazione che vede Technics come partner ufficiale internazionale della Red Bull BC One (la più grande competizione mondiale di breakdance), viene immesso sul mercato il modello SL-1210 MK7R, un'edizione limitata a 4.000 unità. 
Disponibile nella sola versione black, presenta tutte le caratteristiche estetiche e tecniche del 1210 MK7 con le sole seguenti differenze: 
braccio color oro, shell portatestina colore "rosso Red Bull", logo BC One sulla scocca serigrafato accanto al nome del modello, tappetino con design 
BC One.
Il prezzo di listino ufficiale è in linea con il modello MK7.
Nel 2021 esce il modello 1200 MK7 silver edition.
Ad aprile 2022 viene presentato il modello SL-1200M7L in una serie limitata a 12.000 unità, per celebrare il cinquantesimo anniversario dall'uscita dell' SL-1200Mk1 (1972).
E' basato sul modello MK7 ma è disponibile in 7 colorazioni della scocca, (Nero, Blue, Rosso, Bianco, Verde, Giallo, Beige) ed ha il braccio color Oro. 
Riporta inoltre una targhetta con il numero di serie accanto alla classica serigrafia con il nome del modello. 

Nel maggio 2024 viene annunciato il modello in edizione limitata SL1200M7B in collaborazione con Automobili Lamborghini. 
Contempla le stesse caratteristiche del modello SL1210MK7 ma su parte della scocca superiore è presente una serigrafia ispirata all'iconico design a "Y" di Automobili Lamborghini, disponibile in 3 colori; arancione, giallo e verde. È presente inoltre sulla scocca la serigrafia "Automobili Lamborghini" accanto al classico logo Technics.
È reso disponibile sul mercato mondiale da luglio 2024.
-